# 1973 chez Disney
L'année 1973 au sein de la société Walt Disney Productions est surtout centrée sur les nouvelles attractions du Magic Kingdom, d'importants bénéfices mais peu de nouveautés dans le domaine cinématographique.

## Résumé
L'entreprise réalise des recettes encore supérieures à l'année précédente avec 329 millions d'USD,. Ces résultats sont tirés par ceux des parcs à thèmes, le succès de longs métrages produits avec des budgets moyens et des ressorties des films. La part des revenus cinématographiques ne compte que pour 20 % de l'entreprise. Le studio lance une campagne promotionnelle nommée 50 Happy Years pour les cinquante ans du studio. Elle début en janvier avec un épisode spécial de l'émission The Wonderful World of Disney puis plusieurs ressorties alternant avec de nouvelles productions. Le Los Angeles Times indique que le studio Disney en 40 ans a produit 108 films dont 43% ont été un succès, devançant de loin les autres studios comme Warne Bros et ses 1302 films produits mais avec 7% de succès.

### Productions audiovisuelles
L'agenda cinématographique du studio est très léger mais est marqué par la sortie de Robin des Bois. C'est le premier long métrage d'animation sans implication de Walt Disney. Toutefois, même s'il compte quelques fans, le film ne tient pas la comparaison les précédents films Disney comme Blanche-Neige et les Sept Nains (1937) dont il comprend des réutilisations d'animation. Le studio souffre de la compétition du film Le Petit Monde de Charlotte produit par Hanna-Barbera, dont c'est le premier long métrage utilisant un ouvrage et non pas son catalogue de personnages de courts métrages. Le studio ressort Mary Poppins (1964) et Cendrillon (1950). Le premier ayant le droit à une cérémonie au Radio City Music Hall.
L'acteur Dean Jones présent dans de nombreux films du studio disparaît soudainement des productions. La plupart des acteurs ayant travaillé avec Walt Disney de son vivant ne participent plus aux productions et une nouvelle distribution apparaît comprenant Tim Conway, James Garner, Helen Hayes et Kurt Russell, plus grande star du studio jusqu'en 1975. Un film souvent attribué au studio Disney sort en 1973 Tom Sawyer. Parmi les éléments portant à confusion, on peut mentionner la présence des acteurs Jodie Foster et Johnny Whitaker qui sont aussi présents dans le film Disney Napoléon et Samantha (1972), l'existence d'une zone nommée Tom Sawyer Island dans les parcs à thèmes Disneyland et Magic Kingdom ainsi que des chansons composées par les frères Sherman.
L'émission The Mouse Factory réalise sa seconde et dernière saison. La prochaine production régulière de Disney est une rediffusion du Mickey Mouse Club des années 1950 en 1975 puis une nouvelle version intitulée The New Mickey Mouse Club en 1977. Les productions télévisuelles pour The Wonderful World of Disney sont toujours aussi nombreuses avec une dizaine de téléfilms. Une émission spéciale de 90 minutes en honneur de Walt Disney est diffusée : Walt Disney - A Golden Anniversary Salute. Deux projets d'émissions intitulées Tundra Summer et The Biggest Bongo of the World seront recyclées, le premier deviendra Two Against the Arctic (octobre 1974).

### Parcs à thèmes et loisirs
À Disneyland, l'attraction Great Moments with Mr. Lincoln ferme ses portes le 1er janvier 1973. Dans le cadre des 50 ans du studio, l'attraction The Walt Disney Story ouvre le 8 avril 1973à Disneyland, et quelques mois lus tard au Magic Kingdom.
L'attraction Pack Mules Through Nature's Wonderland ferme ses portes le 9 décembre 1973. L'attraction Carousel of Progress ferme ses portes mais pour déménager en Floride avec une ouverture prévue en 1974 remplaçant America Sings.
À Walt Disney World, la troisième édition du tournoi de golf baptisée Walt Disney World Golf Classic se déroule en novembre et propose un prix de 150 000 USD. Dans le Magic Kingdom, plusieurs attractions ouvrent dont Plaza Swan Boats, Pirates of the Caribbean et Tom Sawyer Island. 
Les travaux pour l'hôtel Disney Village Resort s'achèvent en juin 1973 puis du The Golf Resort de 150 chambres s'achèvent fin décembre. L'hôtel Disney's Polynesian Resort voit l'ajout du spectacle traditionnel Lūʻau nommé Polynesian Luau dans la Luau Cove, une baie artificielle à l'Ouest du site. La société Santa Rosa Land Company est rebaptisée Walt Disney Travel Company.

### Autres médias
En dehors des bandes originales de films Disneyland Records publie un album inspiré de l'attraction It's a Small World par le groupe Mike Curb Congregation. Les frères Sherman reçoivent un succès d'estime en dehors de coproductions Disney avec une reprise de leur titre You're Sixteen (1960) par l'ancien Beatles, Ringo Starr. L'album Chilling, Thrilling Sounds of the Haunted House (en) (1964) est réédité et un album de Noël The Sounds of Christmas. Le label publie plusieurs albums variés dont certains liés à des productions non Disney.
Gold Key Comics poursuit ses publications de comics et publie une édition unique pour le Manuel des Castors Juniors. Le comic strip True-Life Adventures s'arrête le 14 avril 1973, elle avait débuté en mars 1955.
Fawcett Publications poursuit la publication du magazine Disneyland en petit format mais devient bimensuel à partir du 12 juin 1973 en alternance avec un nouveau titre Walt Disney's Fun to Know.
Publications Gold Key Comics,
- Donald Duck
- Mickey Mouse
- Uncle Scrooge
- Walt Disney's Comics and Stories
- The Beagle Boys
- Huey, Duey, Louie Junior Woodchunks
- Chip'n Dale
- Super Goof
- Scamp
- Walt Disney Comics Digest
- Walt Disney Showcase
- The Aristokittens
- O'Malley and the Alley Cats

Plusieurs ouvrages d'importances sont édités pour la première fois:
- Walt Disney Magic Moments publié chez Arnoldo Mondadori Editore
- The Disney Films de Leonard Maltin
- The Art Of Walt Disney de Christopher Finch

### Futures filiales
En 1973, Perfect Film and Chemical Corporation se rebaptise Cadence Industries et renomme sa division presse en Marvel Comics Group.

## Événements

### Janvier
- 1er janvier 1973, fermeture de l'attraction Great Moments with Mr. Lincoln[5] mais elle rouvre en 1975 à la demande du public[3]
- 2 janvier 1973 : Début de la production du film d'animation Les Aventures de Bernard et Bianca[12].

### Février
- 4 février 1973, Sortie du film Nanou, fils de la Jungle[10],[13]

### Mars
- 23 mars 1973, Sortie du film Charley et l'Ange[14],[15]

### Avril
- 8 avril 1973, Ouverture de l'attraction The Walt Disney Story à Disneyland[6],[2]
- 14 avril 1973, dernière parution du comic strip quotidien True-Life Adventures[10]
- 15 avril 1973, Ouverture de l'attraction The Walt Disney Story au Magic Kingdom[6]

### Mai
- 6 mai 1973, Inauguration de l'attraction The Walt Disney Story au Magic Kingdom[6]
- 20 mai 1973, Ouverture des attractions Liberty Belle Riverboat et Tom Sawyer Island au Magic Kingdom[16],[17] ainsi que des Plaza Swan Boats[18].

### Juin
- 12 juin 1973, le magazine Disneyland passe en bimensuel en alternance avec un nouveau titre de Fawcett Publications Walt Disney's Fun to Know[10].
- 20 juin 1973, Sortie du film Un petit Indien[19],[20]

### Août
- 16 août 1973, la société Santa Rosa Land Company est rebaptisée Walt Disney Travel Company[6]

### Septembre
- 9 septembre 1973, Fermeture de l'attraction Carousel of Progress à Disneyland[21]

### Novembre
- 8 novembre 1973, Première mondiale du film Robin des Bois au Radio City Music Hall de New York aux États-Unis[22],[23],[24],[25]
- 11 novembre 1973, Décès de Ferdinand Horvath, artiste d'esquisse[26]

### Décembre
- 9 décembre 1973, Fermeture de l'attraction Pack Mules through Nature's Wonderland à Disneyland[7]
- 14 décembre 1973, Sortie du film Superdad[27],[28]
- 15 décembre 1973, Ouverture de l'attraction Pirates of the Caribbean au Magic Kingdom[29]
- 20 décembre 1973, seconde avant-première sur la Côte ouest des États-Unis du film Robin des Bois aux studios Disney[30]
- 21 décembre 1973, Sortie nationale du film Robin des Bois aux États-Unis